# ياسوهيتو إندو

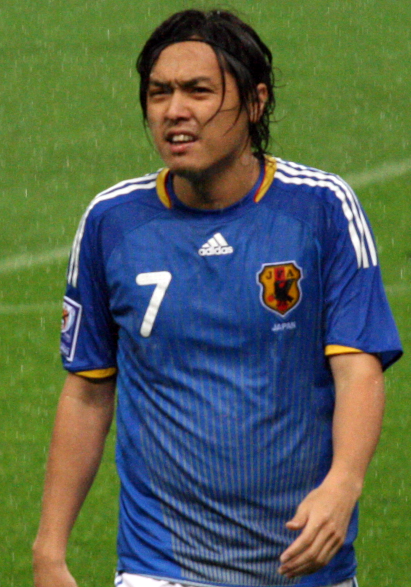
ياسوهيتو إندو

ياسوهيتو إندو (遠藤 保仁 Endō Yasuhito) من مواليد 28 يناير 1980 في ساكوراجيما (مدينة كاغوشيما حاليا)، محافظة كاغوشيما في اليابان، لاعب كرة قدم ياباني (متوسط الميدان).
بدأ مسيرته الكروية مع نادي يوكوهاما فلوغلس في عام 1998، ولعب معهم 16 مباراة وسجل هدف واحد، وفي عام 1999 انتقل إلى نادي كيوتو بوربل سانغا، ولعب معهم حتى عام 2000، وشارك معهم في 53 مباراة وسجل 9 أهداف، ومنذ عام 2001 وهو يلعب مع نادي غامبا أوساكا. في 11 موسما مع غامبا سجل 72 هدفا خلال 332 مباراة.
كان مع المنتخب الياباني للشباب عام 1999 عندما خسر نهائي بطولة العالم للشباب امام إسبانيا.
و قد بدأ مسيرته الدولية مع منتخب اليابان لكرة القدم في عام 2002. وفي عام 2010 أصبح رابع لاعب ياباني يتخطى حاجز ال100 مباراة في مباراة ودية كانت بالتحديد ضد كوريا الجنوبية. لعب 115 مباراة دولية وسجل 9 اهداف، منها هدف من ضربة ثابتة على الدنمارك في مونديال 2010 أعلن تأهل اليابان إلى الدور الثاني.
حصل على جائزة أفضل لاعب في دوري أبطال آسيا 2008 وجائزة يابانية لأفضل لاعب كرة قدم لعام 2008 وجائزة أفضل لاعب أسوي لعام 2009. في 2011 حقق رقم قياسي بأختياره للمرة التاسعة في تشكيلة العام للدوري الياباني.

## الأهداف الدولية
| #  | التاريخ        | مكان اللعب                   | الخصم               | الأهداف | النتيجة | المنافسة                                |
| -- | -------------- | ---------------------------- | ------------------- | ------- | ------- | --------------------------------------- |
| 1. | 20 أغسطس، 2003 | طوكيو، اليابان               | نيجيريا             | 3-0     | ربح     | مباراة ودية                             |
| 2. | 7 فبراير، 2004 | كاشيما، اليابان              | ماليزيا             | 4-0     | ربح     | ودية                                    |
| 3. | 7 يوليو، 2004  | يوكوهاما، اليابان            | صربيا والجبل الأسود | 1-0     | ربح     | ودية                                    |
| 4. | 16 يوليو، 2007 | هانوي، فيتنام                | فيتنام              | 4-1     | ربح     | كأس آسيا 2007                           |
| 5. | 6 فبراير، 2008 | سايتاما، اليابان             | تايلاند             | 4-1     | ربح     | تصفيات آسيا لكأس العالم لكرة القدم 2010 |
| 6. | 7 يونيو، 2008  | مسقط، سلطنة عمان             | عمان                | 1-1     | Drew    | تصفيات آسيا لكأس العالم لكرة القدم 2010 |
| 7. | 6 سبتمبر، 2008 | ستاد البحرين الوطني، البحرين | البحرين             | 3-2     | Won     | تصفيات آسيا لكأس العالم لكرة القدم 2010 |

## روابط خارجية
- ياسوهيتو إندو على موقع الاتحاد الدولي (مؤرشف)  (الإنجليزية)
- ياسوهيتو إندو على موقع رابطة كرة القدم اليابانية للمحترفين (اليابانية)
- ياسوهيتو إندو على موقع قاعدة بيانات كرة القدم.إي يو (الإنجليزية)
- ياسوهيتو إندو على موقع ناشيونال فوتبول تيمز (الإنجليزية)
- ياسوهيتو إندو على موقع Soccerway.com (الإنجليزية)
- ياسوهيتو إندو على موقع عالم كرة القدم.نت (الإنجليزية)
- ياسوهيتو إندو على موقع أوليمبيديا (الإنجليزية)
- ياسوهيتو إندو على موقع AS.com (الإسبانية)